# Barläst

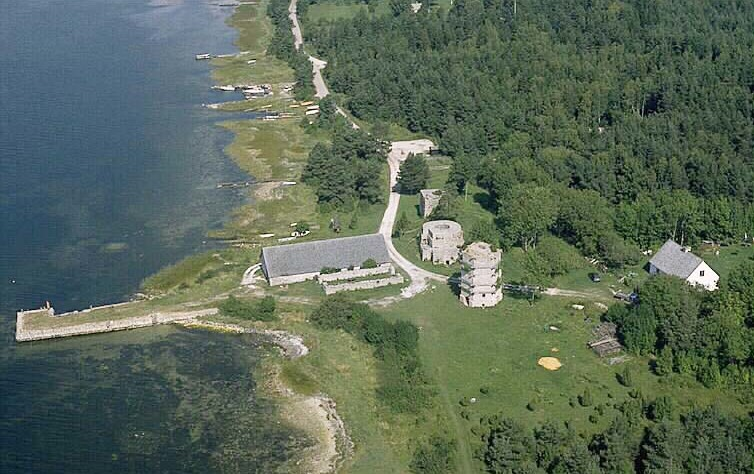
Barläst.

Barläst är en före detta hamn i Lärbro socken på norra Gotland, tvärsöver Vägumeviken från Slite, där man förr brände och skeppade ut kalk. 
Barläst tillhörde Pavalds gård, som under 1600-talet var Lärbros största och mest betydande gård. På 1700-talet kom ugnarna att tillhöra strandridaren på Kyllaj Johan Ahlbom. På platsen finns ruinerna av tre kalkugnar. Den äldsta är en rund ugn med förstuga åt söder. Den fanns här 1717 och härstammar troligen från 1600-talet. En fyrkantig ugn som är mest förstörd härstammar möjligen även den från 1600-talet. Yngst är en sexkantig schaktugn från 1882. I hamnen finns flera bevarade kalklador där kalken läskades för att sedan packas i tunnor.
I hamnen fanns tidigare ett varv med stapelbädd där båtar byggdes. Rester av en baskista syns ännu på platsen. I vattnet utanför hamnen finns en stensträng som är rester av den barlast kalkskeppen dumpat i hamnen då de lastade ombord kalk. Troligen är det från denna barlast platsen fått sitt namn.
Kalkframställningen pågick fram till början av 1900-talet.